# 金·休斯
金·盖伦·休斯（英語：Kim Galen Hughes，1952年6月4日—），美国NBA联盟前职业篮球运动员。他在1974年的NBA选秀中第3轮第45顺位被布法罗勇敢者选中。